# 葉門裸胸鱔
葉門裸胸鱔，又稱葉門裸胸鯙，為輻鰭魚綱鰻鱺目鯙亞目鯙科的其中一種，分布於西印度洋的葉門海域，棲為底棲性魚類，屬肉食性，生活習性不明。

## 擴展閱讀
維基物種上的相關：葉門裸胸鱔